# Bisson (contre-torpilleur)
Pour les articles homonymes, voir Bisson.
Le Bisson est le navire de tête de sa classe de contre-torpilleurs construits pour la Marine française dans les années 1910. Entré en service en 1913, il servit en mer Méditerranée pendant la Première Guerre mondiale. Il a coulé le sous-marin austro-hongrois U-3 le 6 juillet 1915, et a pris part à la bataille de Durrës en décembre 1915 et à la bataille du détroit d'Otrante en mai 1917. Il a été radié en 1933 et démoli en 1939.

## Conception
La classe Bisson était une version agrandie de la classe Bouclier, construite selon une conception plus standardisée. Les navires avaient une longueur de 78,1 mètres, une largeur de 7,96 mètres et un tirant d'eau de 2,94 mètres. Ils avaient un déplacement de 800 tonnes à charge normale. Leur équipage comptait quatre officiers et 77 à 84 hommes.
Le Bisson était propulsé par deux turbines à vapeur Breguet, chacune entraînant un arbre d'hélice utilisant de la vapeur fournie par quatre chaudières à tubes d'eau Guyot-du Temple. Les turbines ont été conçus pour produire 15000 chevaux (11000 kW), pouvant donner aux navires une vitesse de 30 nœuds (56 km/h). Lors de ses essais à la mer, le Bisson a atteint une vitesse de 30,55 nœuds (56,58 km/h). Les navires embarquaient suffisamment de mazout pour une distance franchissable de 1950 nautiques (3610 km) à une vitesse économique de 14 nœuds (26 km/h).
L’armement principal des navires de la classe Bisson se composait de deux canons de 100 millimètres modèle 1893 dans des affûts simples, un à l’avant et un à l’arrière des superstructures, et de quatre canons de 65 millimètres modèle 1902 répartis au milieu du navire. Ils étaient également équipés de deux plateformes doubles pour tubes lance-torpilles de 450 millimètres au milieu du navire, un de chaque bord.

## Carrière
Le Bisson a été construit à l’Arsenal de Toulon le 23 novembre 1910, dans le cadre du programme naval de 1910, et a été mis en chantier le 1er janvier 1911. Il a été lancé le 12 septembre 1912 et a commencé ses essais en mer le 10 février 1913. Le navire a été mis en service le 8 septembre 1913 et a été affecté à la 6e escadrille de torpilleurs de la 1re armée navale en Méditerranée,.
Au cours des phases préliminaires de la bataille d'Antivari, au Monténégro, le 16 août, les 1ère, 4e et 5e flottilles de contre-torpilleurs sont chargées d’escorter le gros de la 1ère armée navale tandis que les 2e, 3e et 6e flottilles escortent les croiseurs cuirassés de la 2e escadre légère et deux croiseurs britanniques. Après avoir réuni les deux groupes et repéré le croiseur protégé austro-hongrois SMS Zenta et le destroyer SMS Ulan, les contre-torpilleurs français n’ont joué aucun rôle dans le naufrage du croiseur, bien que la 4e flottille ait été envoyée dans une poursuite infructueuse du Ulan. Après avoir brisé le blocus austro-hongrois d’Antivari (aujourd’hui Bar), le vice-amiral Augustin Boué de Lapeyrère, commandant de la 1ère armée navale, décide d’acheminer troupes et ravitaillement vers le port à l’aide d’un petit paquebot réquisitionné, le SS Liamone, escorté par la 2e escadre légère, renforcée par le croiseur cuirassé Ernest Renan, et escorté par le contre-torpilleur Bouclier avec les 1ère et 6e flottilles de contre-torpilleurs sous son commandement tandis que le reste de la 1ère armée navale bombarde le 1er septembre la base navale austro-hongroise de Cattaro, au Monténégro. Quatre jours plus tard, la flotte assure l’évacuation de Danilo, prince héritier du Monténégro, à bord du Bouclier, vers l’île grecque de Corfou. La flottille escorte plusieurs petits convois chargés de fournitures et d’équipement jusqu’à Antivari, à partir d’octobre et jusqu’à la fin de l’année, toujours couverts par les plus gros navires de l’armée navale dans des tentatives futiles d’attirer la flotte austro-hongroise dans la bataille. Au milieu de ces missions, les 1ère et 6e flottilles sont dirigées par le contre-torpilleur français Dehorter alors qu’elles effectuent un balayage au sud de Cattaro dans la nuit du 10 au 11 novembre à la recherche infructueuse de destroyers austro-hongrois.
Le torpillage du cuirassé français Jean Bart le 21 décembre provoque un changement de tactique française car les cuirassés sont trop importants pour risquer de les exposer à une attaque sous-marine. Désormais, seuls les contre-torpilleurs escorteront les transports, couverts par des croiseurs à une distance de 20 à 50 milles (32 à 80 km) des transports. Le premier convoi de 1915 à destination d’Antivari arriva le 11 janvier et d’autres furent effectués jusqu’au dernier les 20 et 21 avril. Le 6 mai 1915, le Bisson et le croiseur cuirassé Jules Ferry repérèrent le croiseur léger autrichien Admiral Spaun entre Céphalonie et la Calabre et le poursuivirent, mais l'Admiral Spaun dépassait en vitesse les deux navires français et s’échappa. Après la signature du pacte de Londres par l’Italie et sa déclaration de guerre à l’Empire austro-hongrois le 23 mai, le Bisson est toujours affecté à la 6e flottille lorsque cette unité est transférée à la 1ère division de torpilleurs et de sous-marins de la 2e escadre, basée à Brindisi, Italie. Du 24 au 26 mai, le Bisson et le contre-torpilleur Commandant Rivière escortent cinq sous-marins de Malte jusqu’à leur nouvelle base de Brindisi.
Les tâches régulières comprenaient l’escorte de navires jusqu’au Monténégro et le soutien aux patrouilles franco-italiennes visant à empêcher les navires de surface et les sous-marins austro-hongrois de traverser le détroit d'Otrante,. Le 8 juin, le Bisson fait partie d’une force de quatre destroyers italiens et de trois contre-torpilleurs français escortant le croiseur léger britannique Dublin lors d’une patrouille au large des côtes albanaises destinée à détruire les forces navales légères austro-hongroises. Malgré la forte escorte, le sous-marin austro-hongrois U-4 réussit à torpiller le Dublin, tuant 13 membres de l’équipage du croiseur britannique, mais l’escorte réussit à repousser plusieurs autres attaques sous-marines, et le Dublin réussit à atteindre Brindisi sans autre dommage.
Le 12 juillet, la 6e flottille de destroyers, dont fait partie le Bisson, fait partie de la force qui attaque l’île de Lastovo au large de la côte autrichienne de l’Adriatique (qui fait maintenant partie de la Croatie), détruisant les réserves de pétrole et la station télégraphique. Cette attaque a été simultanée avec l’occupation italienne de Palagruža,. Le 5 août, le sous-marin autrichien U-3 attaqua sans succès le croiseur auxiliaire (navire marchand armé) italien Città di Catania. Plusieurs contre-torpilleurs, dont le Bisson, sont envoyés pour intercepter le sous-marin autrichien. Le lendemain matin, le Bisson repère l'U-3 à la surface et ouvre le feu, coulant le sous-marin. Douze membres de l’équipage de l'U-3 ont été secourus.
Le 29 novembre 1915, le croiseur austro-hongrois Helgoland et cinq destroyers attaquèrent le port de Durazzo, en Albanie, où deux destroyers austro-hongrois heurtèrent des mines, l’un (le Lika) coulant et le second (le Triglav) devant être remorqué. En réponse, les forces navales alliées sortirent de Brindisi, y compris cinq contre-torpilleurs français (les Bisson, Casque, Commandant Bory, Commandant Lucas et Renaudin), deux croiseurs britanniques (les Dartmouth et Weymouth), deux croiseurs italiens (les Quarto et Nino Bixio) et quatre destroyers italiens. Le Dartmouth et les contre-torpilleurs français interceptèrent les forces austro-hongroises qui battaient lentement en retraite, les contre-torpilleurs étant envoyés contre le Triglav tandis que le Dartmouth engageait le Helgoland. L’approche des contre-torpilleurs français força les Autrichiens à saborder le Triglav, mais le Helgoland et les destroyers autrichiens restants réussirent à s’échapper.
Le 2 août 1916, le Bisson, le Commandant Bory et les contre-torpilleurs italiens Ardito et Impavido revenaient d’un raid de bateaux italiens MAS (torpilleurs à moteur) sur Durazzo lorsqu’ils rencontrèrent les destroyers austro-hongrois Warasdiner et Wildfang, qui revenaient d’un bombardement de la ville italienne de Molfetta. Les contre-torpilleurs français et italiens se lancent à la poursuite des navires austro-hongrois, mais interrompent la poursuite alors qu’ils approchent de la base autrichienne de Cattaro (aujourd’hui Kotor). Après avoir fait demi-tour, la force franco-italienne a été attaquée sans succès par le sous-marin austro-hongrois U-4.
Dans la nuit du 14 au 15 mai 1917, la flotte austro-hongroise a mené une attaque sur le barrage d'Otrante. Les croiseurs Novara, SMS Saida et Helgoland attaquèrent les chalutiers du barrage d’Otrante, tandis que les destroyers Csepel et Balaton organisèrent une attaque de diversion contre les navires au large des côtes albanaises. Le Bisson faisait partie d’un groupe de quatre navires de guerre italiens et français patrouillant au nord de la ligne de barrage pour la protéger contre les attaques,. La force était conduite par le croiseur éclaireur italien Carlo Mirabello et était composée du Mirabello, du Bisson, des contre-torpilleurs Commandant Rivière et Cimeterre,. En entendant parler des attaques, le contre-amiral Alfredo Acton, le commandant allié, ordonna au groupe du Mirabello de se diriger vers le sud pour intercepter les forces autrichiennes, tandis que des forces plus puissantes, dont les croiseurs légers Dartmouth et Bristol, partirent de Bridisi,. Le groupe du Mirabello, y compris le Bisson, rencontra les croiseurs austro-hongrois le matin du 15 mai. Comme leurs canons avaient une portée inférieure à ceux des croiseurs, le groupe du Mirabello suivit les navires austro-hongrois jusqu’à ce que des forces plus puissantes puissent les engager, mais les contre-torpilleurs français, plus lents, ne purent suivre le rythme des navires austro-hongrois et restèrent en arrière du Mirabello.
Le Bisson sauva l’équipage d’un hydravion italien qui avait été forcé d’amerrir en raison d’un problème de moteur, avant qu’il ne reçoive, avec le reste du groupe Mirabello, l’ordre de rejoindre le Dartmouth et le Bristol. Cependant, le Mirabello a d’abord brièvement perdu de la puissance en raison de la contamination du carburant, puis le Commandant Rivière a subi une panne de moteur. Le Mirabello prend le Commandant Rivière en remorque tandis que le Bisson escorte les deux navires dans leur voyage de retour.
En juin 1918, à la suite de la signature du traité de Brest-Litovsk et de l’avance allemande en Ukraine, on pouvait craindre que les Allemands saisissent les navires de la flotte de la mer Noire russe. En réponse à cette menace, quatre cuirassés pré-dreadnought français ont été déployés à Moúdros en mer Égée. Le Bisson faisait partie de leur escorte,.
Dans l’immédiat après-guerre, le Bisson est déployé en mer Noire en 1919. Il a été radié en juin 1933 et démoli en 1939.